# コール オブ デューティー
『コール オブ デューティー』（英語: Call of Duty、略称: CoD）は、2003年に発売された第二次世界大戦を舞台にしたミリタリー・ファーストパーソン・シューティングゲーム。コール オブ デューティシリーズの第1作。
アメリカ篇・イギリス篇・ソビエト篇の3キャンペーン計26任務で構成されており、連合各国の一兵卒として仲間と供に様々な戦場を体験できるのが本作最大の特徴である。特に「ノルマンディー上陸作戦」や「スターリングラード攻防戦」における大人数での死闘の迫力と臨場感（「見える弾幕」や効果的なサウンドエフェクト）は、他の右腕視點とは一線を画す。Interactive Achievement Awardsの2004年度「ゲーム・オブ・ザ・イヤー」をはじめ、数々の名譽を受賞した。
スクリプト（ある地点まで移動すると敵が現れるなど、ゲーム展開を指示するプログラム）の多用による映画的演出、洗練された電腦設計とAIによる兵士の自然な動きなどが高い評価を受けた。仲間のNPCも個性豊かに描かれ、イギリス軍のプライス大尉は、後の作品にも登場する名物キャラクターとなった。脚本はマイケルシファー。
演出を重視した結果、ゲームは決められた展開で進行する。したがって行動の自由度は低いが、そのぶん緻密な難易度設定がなされている。讃否は分かれたものの、このゲームデザインは作品群に一貫している。
「MODフレンドリー」を標榜しており、シリーズ（PC版）を通してMOD開発が比較的容易なことも特徴である。単純なデータ差し替えから開発元提供ツールによる本格的な開発まで盛んに行われている。
日本語版はすでに販売終了している。北米や欧州ではXbox 360やPS3に向けて『Call of Duty: Classic』（こーる おぶ でゅーてぃ くらしっく）という名で配信販売されている（日本からは体験版のみ可能）。ただし、ファイネストアワー含め、PlayStation 4/Xbox One以降の世代の機種に移植が行われる音沙汰は一切ない状態となっている。

## 本篇
（）内は主な戦場・関連作戦
- アメリカ
  - Camp Toccoa

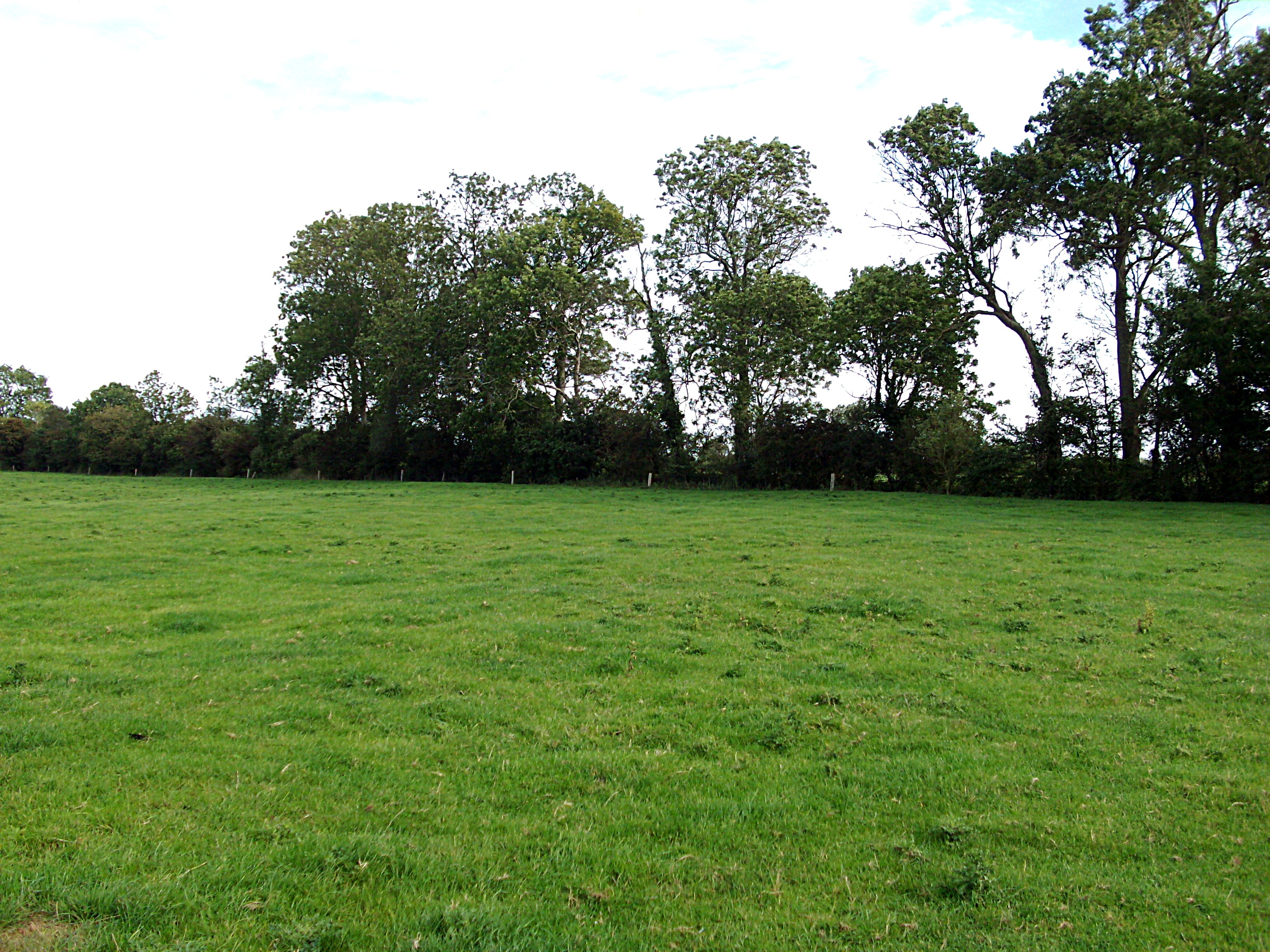
Brecourt Manor

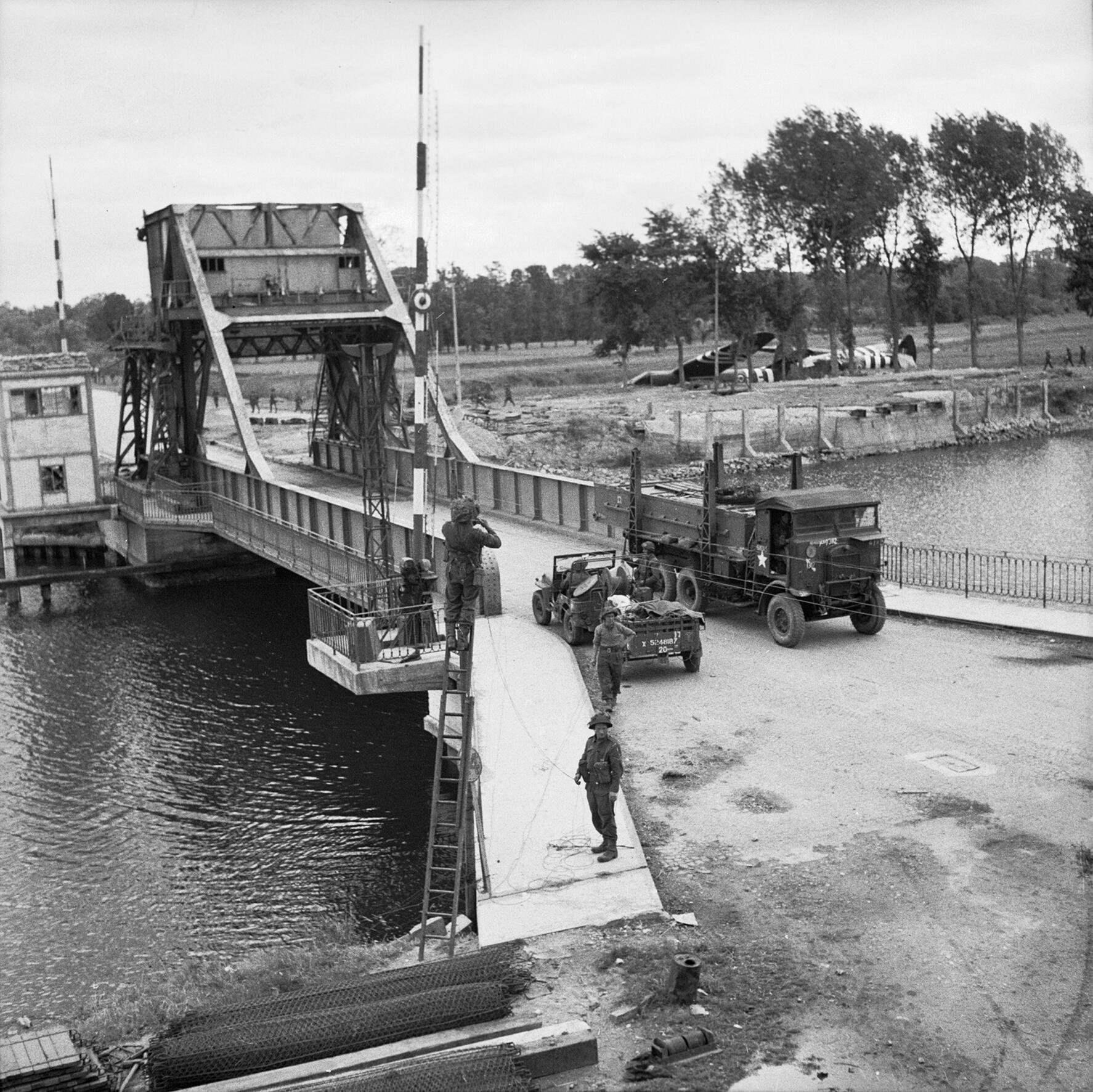
Pegasus Bridge

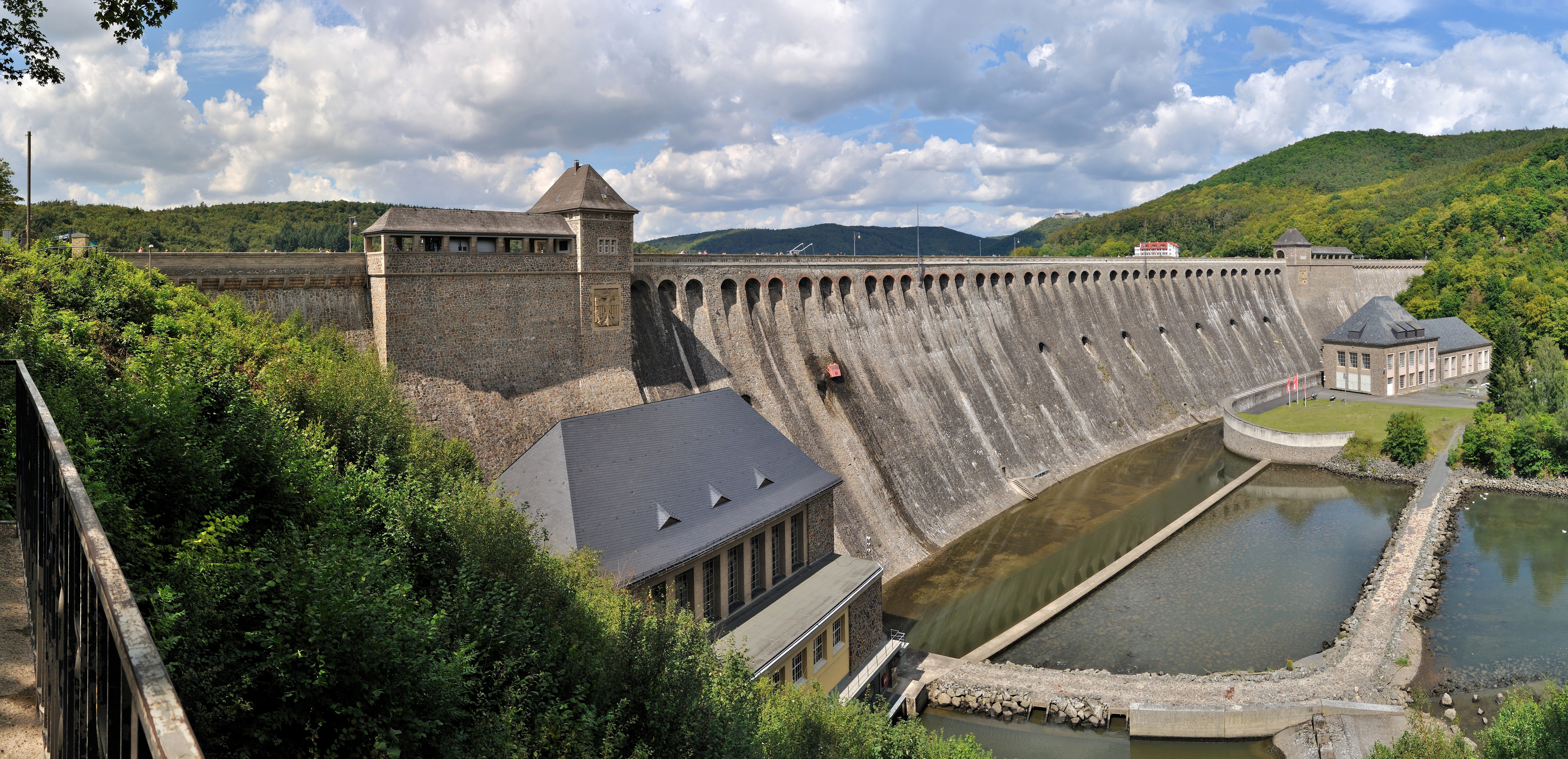
Eder Dam

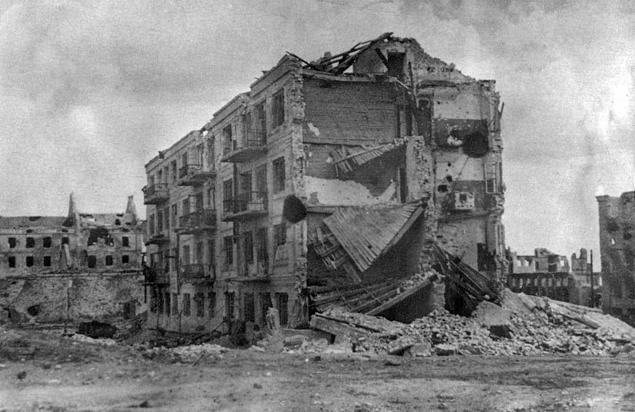
Pavlov's House

  - Pathfinder（ノルマンディー上陸作戦）
  - Ste. Mere-Eglise
  - Ste. Mere-Eglise-Day
  - Normandy Route N13
  - Brecourt Manor（ブレクール砲塁攻略戦）
  - Alps Chateau
  - Dulag IIIA
- イギリス
  - Pegasus Bridge（トンガ作戦）
  - Pegasus Bridge- Day
  - The Eder Dam（チャスタイズ作戦）
  - Eder Dam Getaway
  - Airfield Escape
  - Battleship Tirpitz
- ソ連
  - Stalingrad（スターリングラード攻防戦）
  - Red Square
  - Train Station
  - Stalingrad Sewers
  - Pavlov's House（パブロフの家）
  - Warsaw Factory（ヴィスワ＝オーデル攻勢）
  - Warsaw Railyard
  - Oder River Country
  - Oder River Town
- 終結ミッション
  - Festung Recogne（バストーニュの戦い）
  - V-2 Rocket Site（V2ロケット発射基地）
  - Berlin（ベルリン市街戦）

## 主な登場人物

### アメリカ篇
マーティン（Martin）
アメリカ編のプレイヤーキャラクター。階級は二等兵。アメリカ陸軍第101空挺師団第506パラシュート歩兵連隊B中隊所属。
「COD:UO」にも同名の人物が登場するが、同一人物かは不明。
フォーリー（Foley） 英語版声優：スティーヴン・ブルーム
マーティンの上官。階級は大尉。冷静沈着な中隊長。
ムーディ（Moody） 英語版声優：グレッグ・バーガー
マーティンの上官。階級は軍曹。豪放磊落。
エルダー（Elder） 英語版声優：ジョヴァンニ・リビシ
マーティンの同僚。階級は二等兵。頼りない。

### イギリス篇
エヴァンス（Evans）
イギリス編のプレイヤーキャラクター。階級は軍曹。イギリス陸軍第6空挺師団オックスフォードシャー&バッキンガムシャー軽歩兵連隊第2大隊所属。後に第2SAS連隊第3中隊へ転属。
プライス（Price） 英語版声優：マイケル・ガウ
エヴァンスの上官。階級は大尉。後にエヴァンスと共にSASへ転属。潜入任務では流暢なドイツ語も操る。立派な口髭と揉み上げが看板。
ウォーターズ（Waters） 英語版声優：ジェイソン・ステイサム
エヴァンスの同僚。階級は軍曹。優秀なSAS隊員。

### ソビエト篇
アレクセイ（Alexei）
ソビエト編のプレイヤーキャラクター。階級は二等兵。一般市民だったがソ連陸軍にスターリングラードの戦いで召集され、第13警備師団で才能を買われて狙撃手として一時編入、その後第2親衛戦車軍へ転属。後に伍長、軍曹と昇格。
ズボフ（Zubov）
アレクセイの上官。階級は少佐。第13警備師団所属。
パブロフ（Pavlov） 英語版声優：マイケル・ベル
アレクセイの上官。階級は軍曹。實在の軍人ヤコブ・パブロフがモデル。

## 多人数対戦
ネットワークを介した多人数対戦モードを備える。
プレイヤーは連合軍と枢軸軍のどちらかに属し、ルールに従って得点を競い合う。
ルールやマップにはバリエーションがある。
自分が倒されたとき、その状況が敵視点で再生される「キルカム（Killcam）」機能が独特であった。

## サウンドトラック
- 作曲：マイケル・ジアッキーノ
- 演奏：ハリウッド・スタジオ・シンフォニー（英語版）

1. Call Of Duty
2. Pathfinder
3. Countryside Drive
4. Approaching The Tirpitz
5. Below Deck
6. Stukas And Flakvierlings
7. Eder Dam
8. Taking Stalingrad
9. Breaking Through
10. Red Square
11. Sewers Under Stalingrad
12. Tanks A Lot
13. Pegasus Bridge

## 反応

### 表彰

#### 2003年
- Spike Video Game Awards
  - 受賞：「Best First-Person Action Game」[11]
  - ノミネート：「Best Performance by a Human」（ジョヴァンニ・リビシ）[12]

#### 2004年
- Interactive Achievement Awards
  - 受賞：「Game of the Year」（大賞）、「Computer Game of the Year」、「Computer First Person Action Game of the Year」[7]
  - ノミネート：「Computer First Person Action Game of the Year」、「Computer Game of the Year」、「Game of the Year」、「Outstanding Achievement in Original Music Composition」、「Outstanding Achievement in Sound Design」、「Outstanding Innovation in Computer Gaming」[7]
- ゲーム・デベロッパーズ・チョイス・アワード
  - 受賞：「Rookie Studio of the Year」、「Excellence in Audio」[13]
  - ノミネート：「Game of the Year」（大賞）[13]
- 第1回英国アカデミー賞ゲーム部門
  - 受賞：「Game on Any Platform – The Year's Best Game」（大賞）[14]
  - ノミネート：「Strategy」、「PC」[15]